# Pitcairnia pseudoundulata
Pitcairnia pseudoundulata är en gräsväxtart som beskrevs av Werner Rauh. Pitcairnia pseudoundulata ingår i släktet Pitcairnia och familjen Bromeliaceae. Inga underarter finns listade i Catalogue of Life.